# Leptocaris elishevae
Leptocaris elishevae är en kräftdjursart som först beskrevs av Por 1968.  Leptocaris elishevae ingår i släktet Leptocaris och familjen Darcythompsoniidae. Inga underarter finns listade i Catalogue of Life.